# Râul Leșu, Pietrele
Râul Leșu este un curs de apă, afluent al râului Pietrele. 